# Liste des musées de Bordeaux

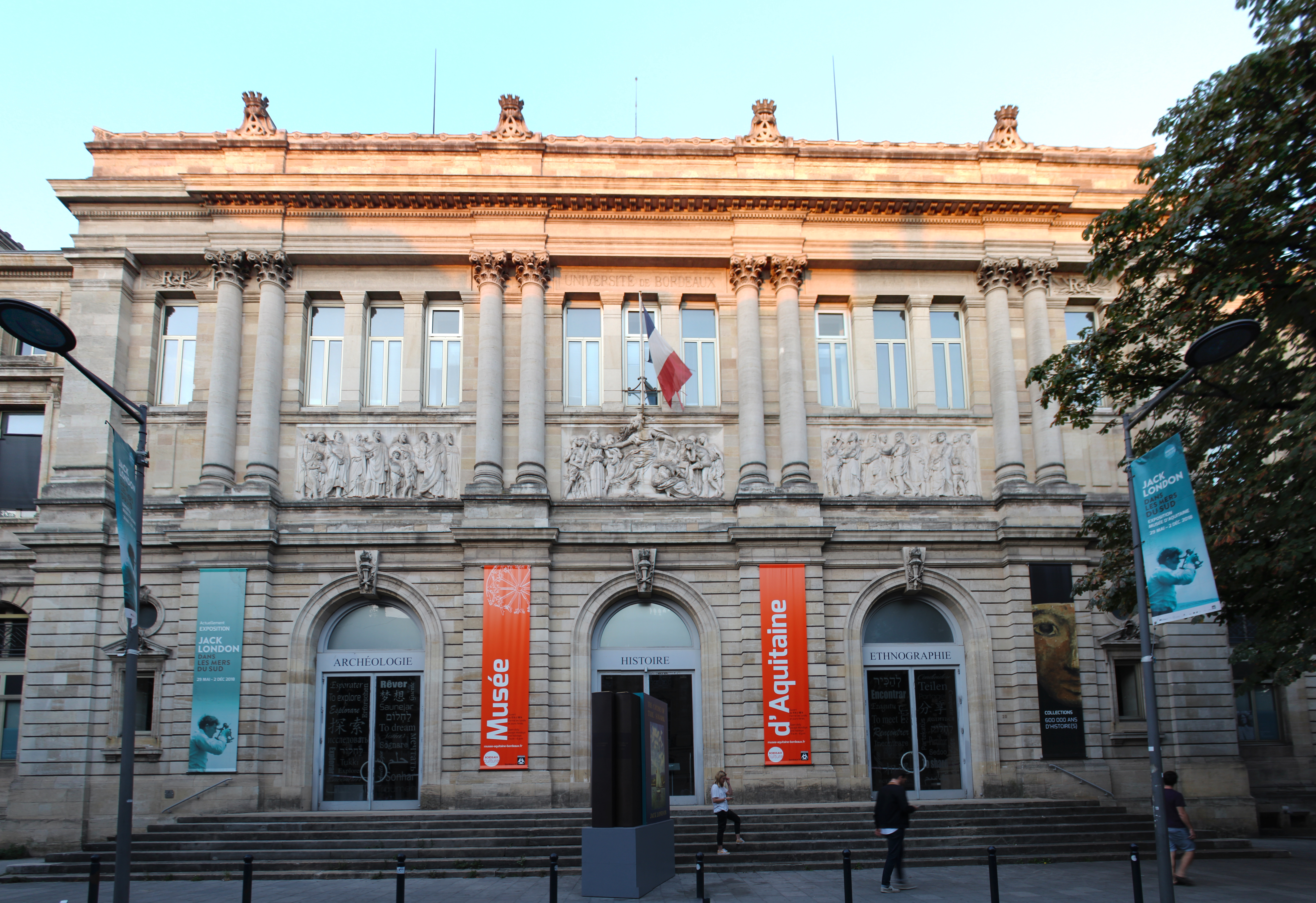
Le musée d'Aquitaine, un des plus grands musées d'histoire en France.

Plusieurs musées consacrés à des domaines très variés existent à Bordeaux, en France.

## Liste

### Musée d'Aquitaine
Le musée d'Aquitaine hérité des collections de l'ancien Musée lapidaire créé vers 1783 par l'Académie de Bordeaux à la demande de l'intendant Dupré de Saint-Maur afin de rassembler les vestiges romains mis au jour par d'importants travaux d'urbanisme entrepris dès le XVIe siècle et, principalement, au XVIIIe siècle. Depuis 1962, il a évolué vers un musée d'histoire, d'archéologie et d'ethnographie régionales : vestiges de l'époque préhistorique, antiquités romaines et paléo-chrétiennes de la cité de Burdigalia, collections médiévales, collections ethnographiques, etc. Il accueille également les collections de l'ancien musée Goupil, conservatoire de l'image industrielle.

Musée d'Aquitaine
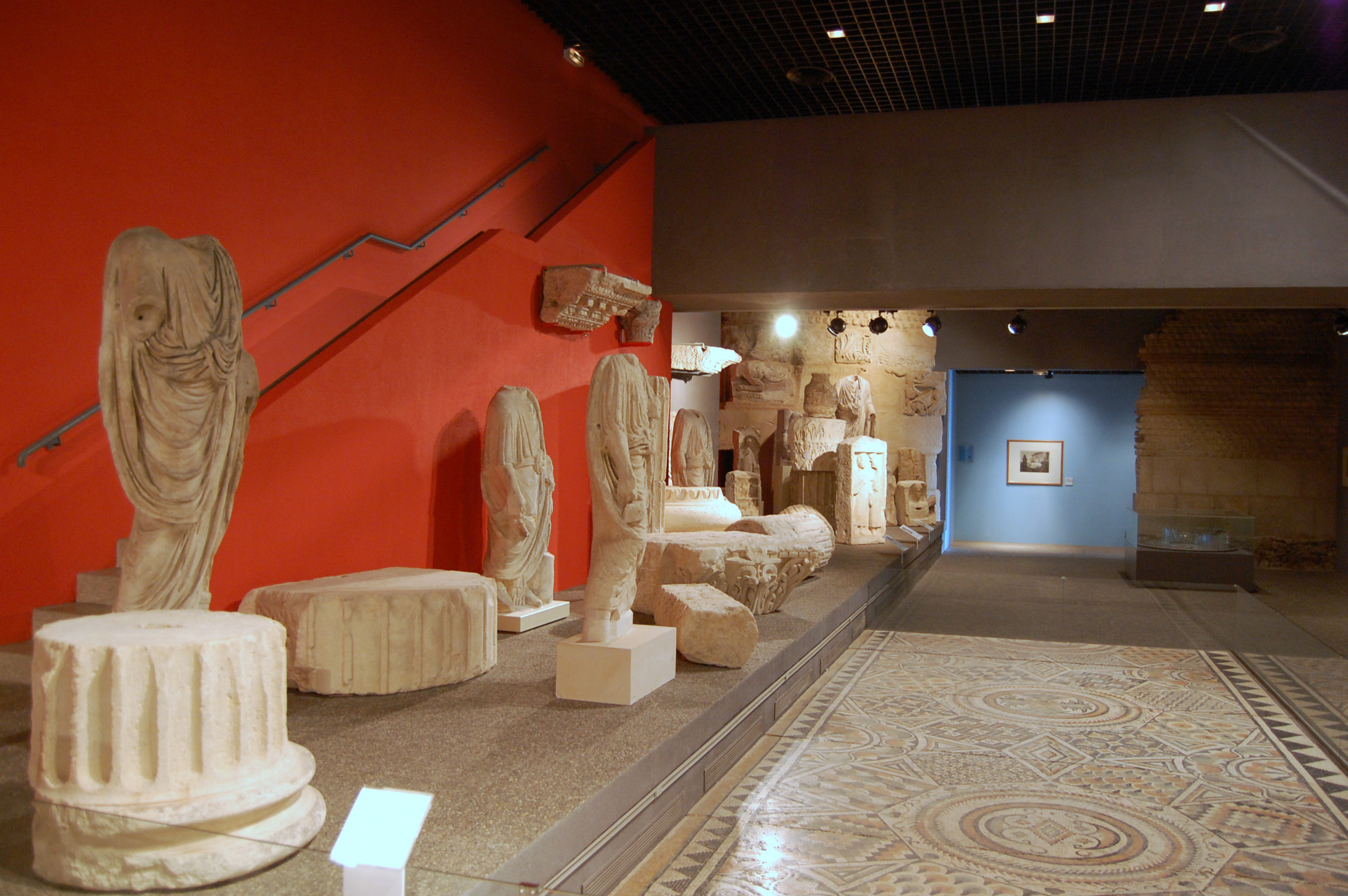
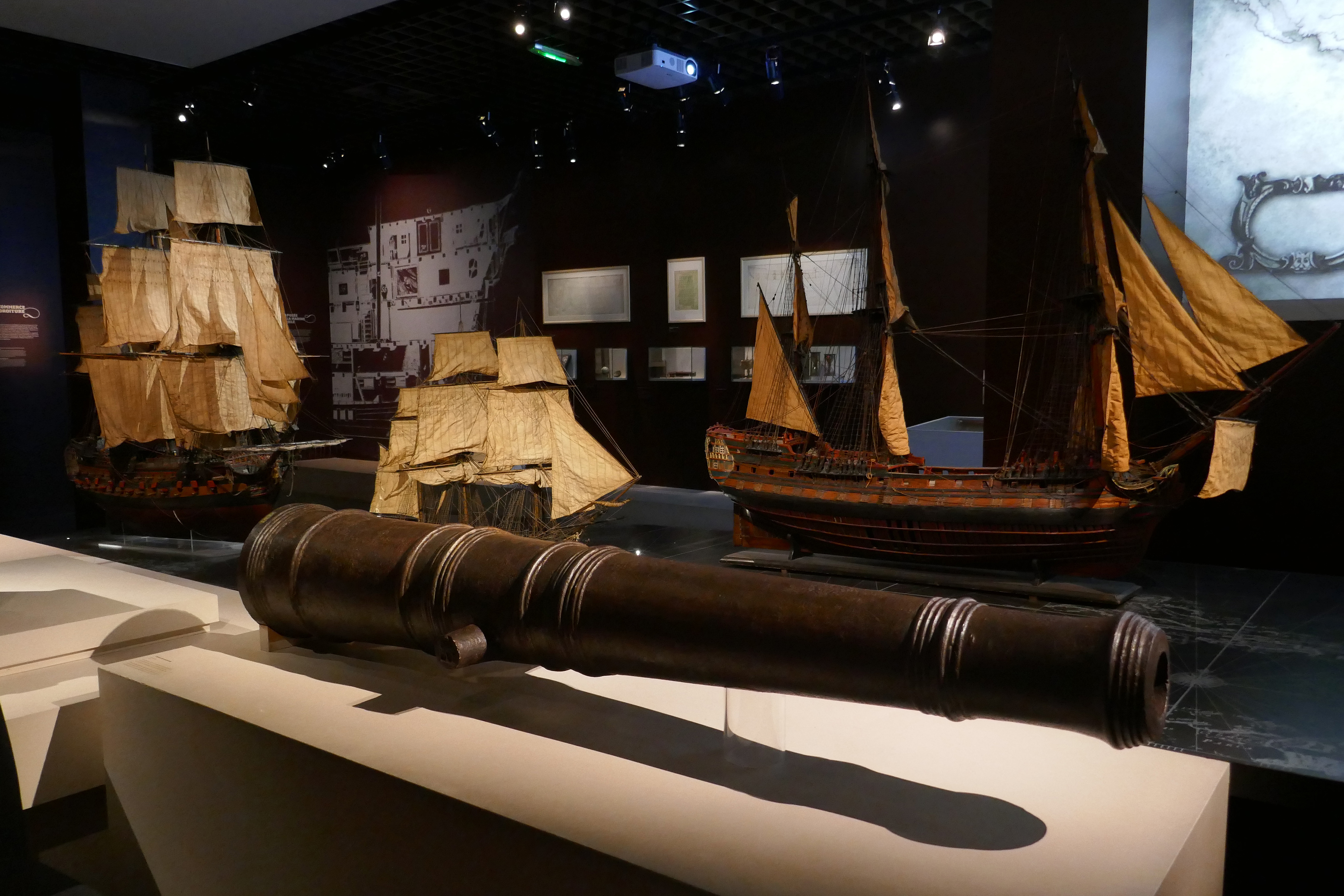
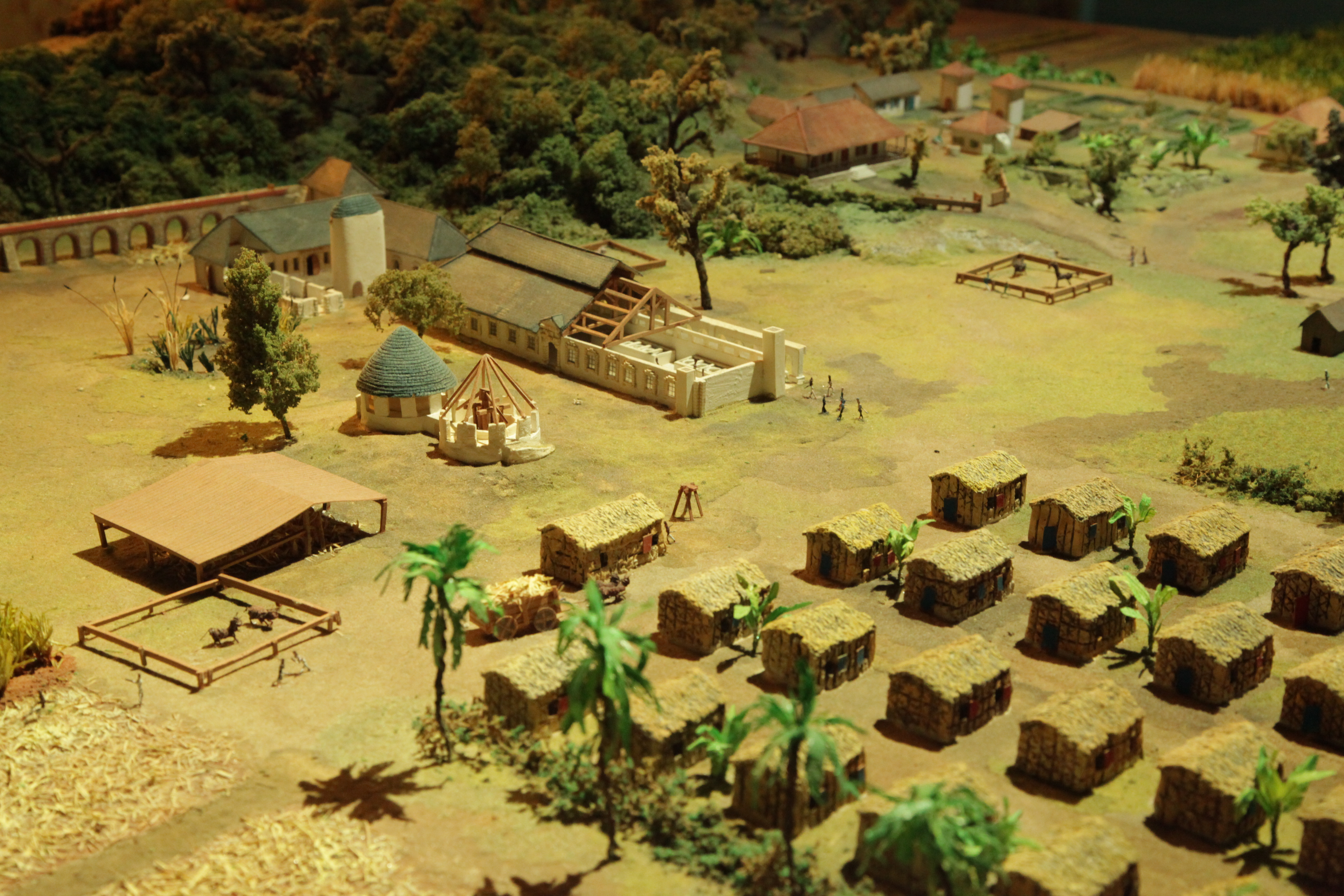

### Centre national Jean-Moulin
Le Centre national Jean-Moulin de documentation sur la Seconde Guerre mondiale présente au public des documents d’époque et des objets qui perpétuent le souvenir de cette période récente de l’histoire, qui situent les différents réseaux et permettent d’apprécier le combat des résistants pour la libération du territoire national.
Le centre est actuellement fermé pour travaux.

### La Cité du Vin
La Cité du Vin traite du vin dans le monde, à travers différentes thématiques (histoires, arts, gastronomie).

La Cité du Vin
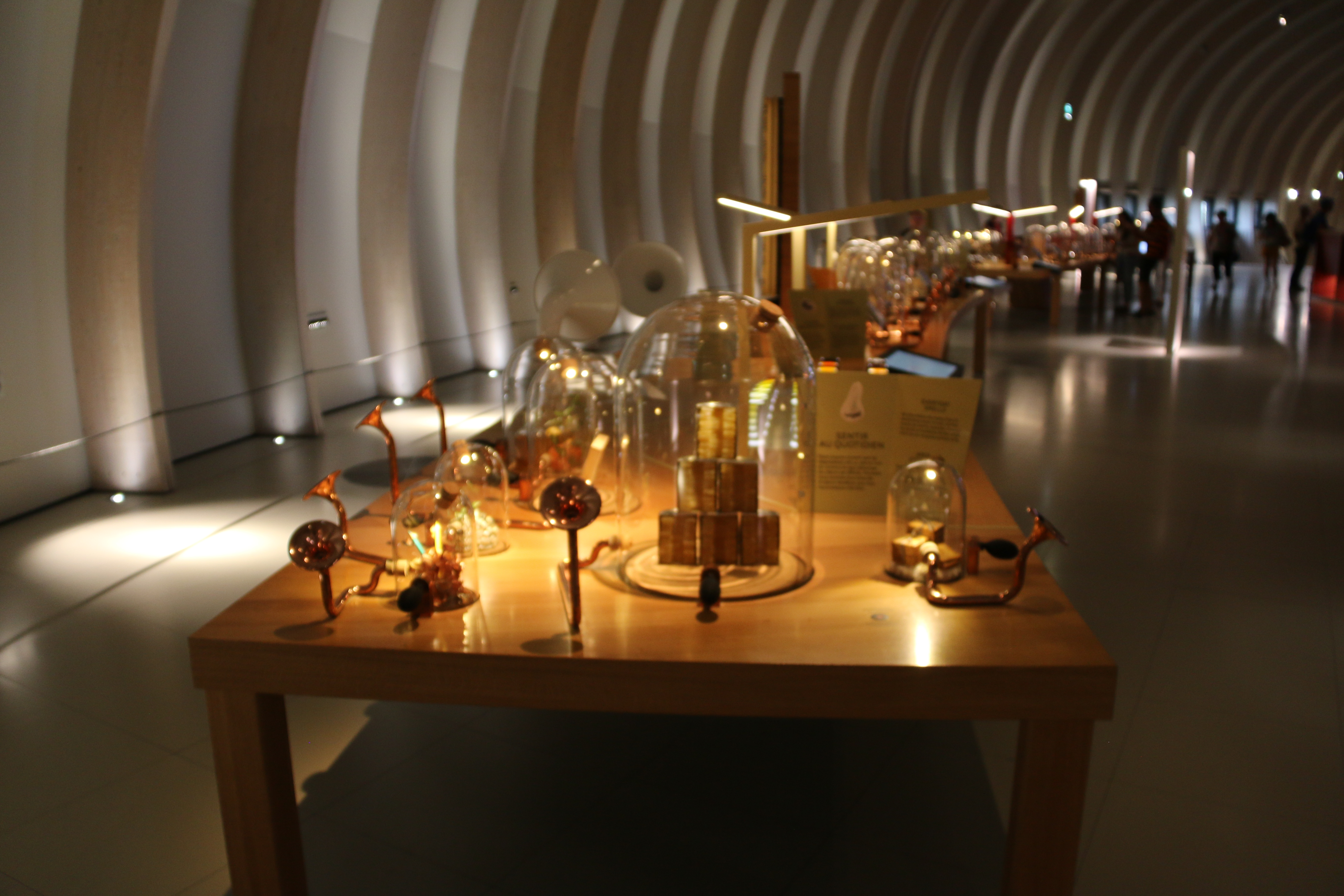
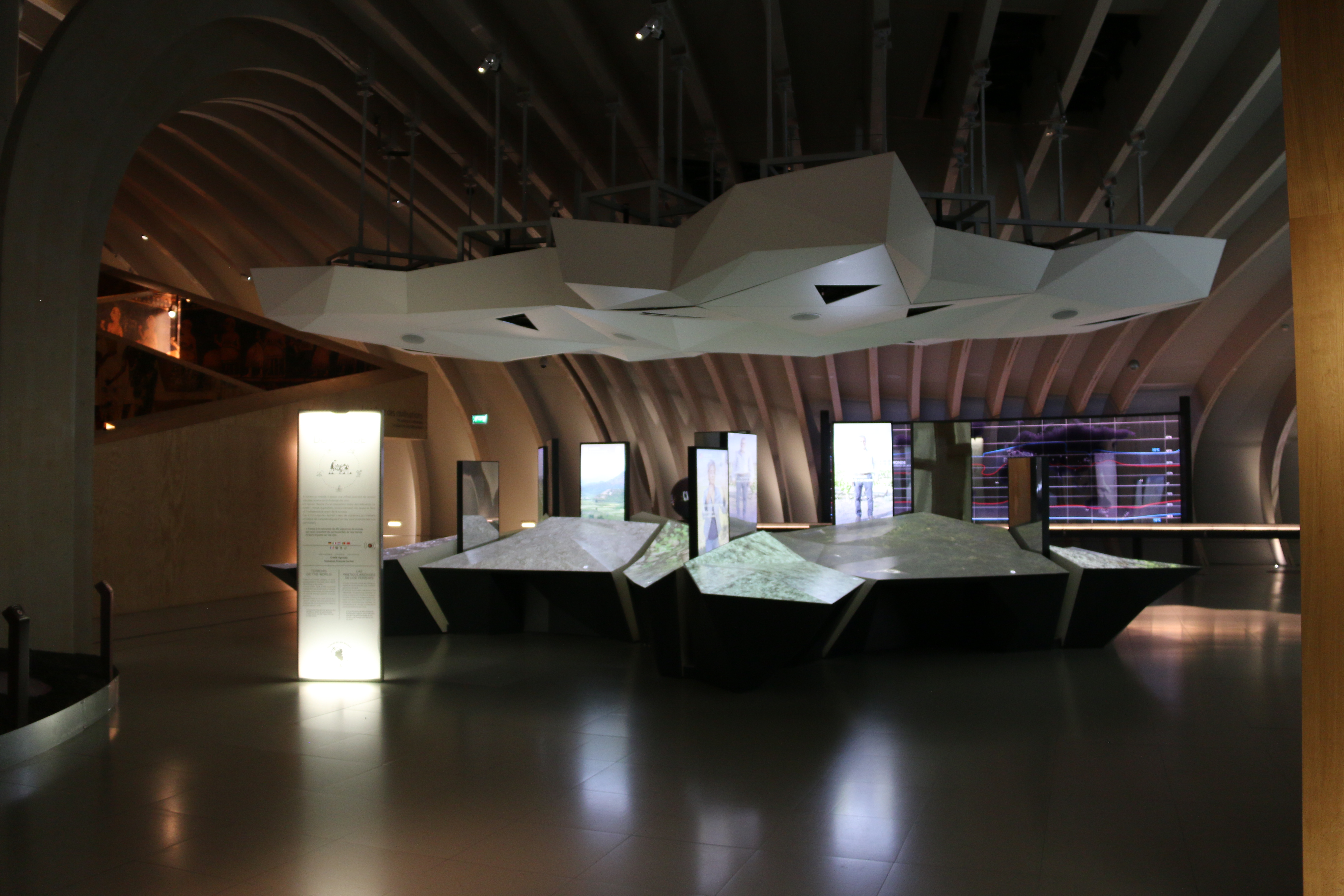

### Musée du Vin et du Négoce
Le musée du vin et du négoce de Bordeaux a été ouvert à l'initiative de l'association Bordeaux Historia Vini le 26 juin 2008 dans le quartier des Chartrons. Dans trois caves semi-enterrées, le musée présente une collection d'objets historiques uniques, de multiples témoignages du passé et du présent avec nombre de documents et panneaux explicatifs retraçant le commerce des vins de Bordeaux : l'évolution du métier de négociant, depuis le privilège des vins de Bordeaux datant du Moyen Âge jusqu'à nos jours, en passant par le travail dans les chais et les exportations.

Musée du Vin et du Négoce
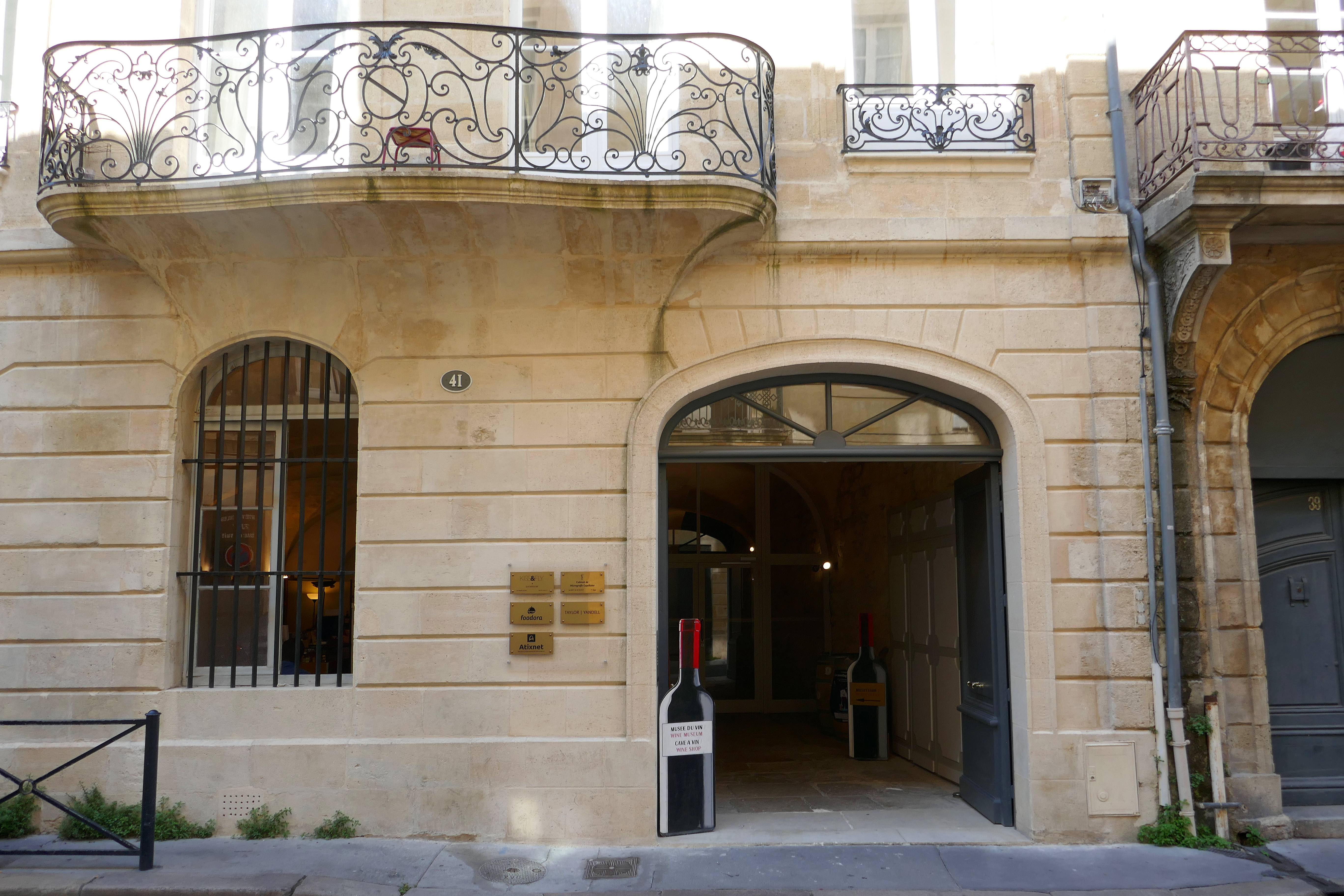
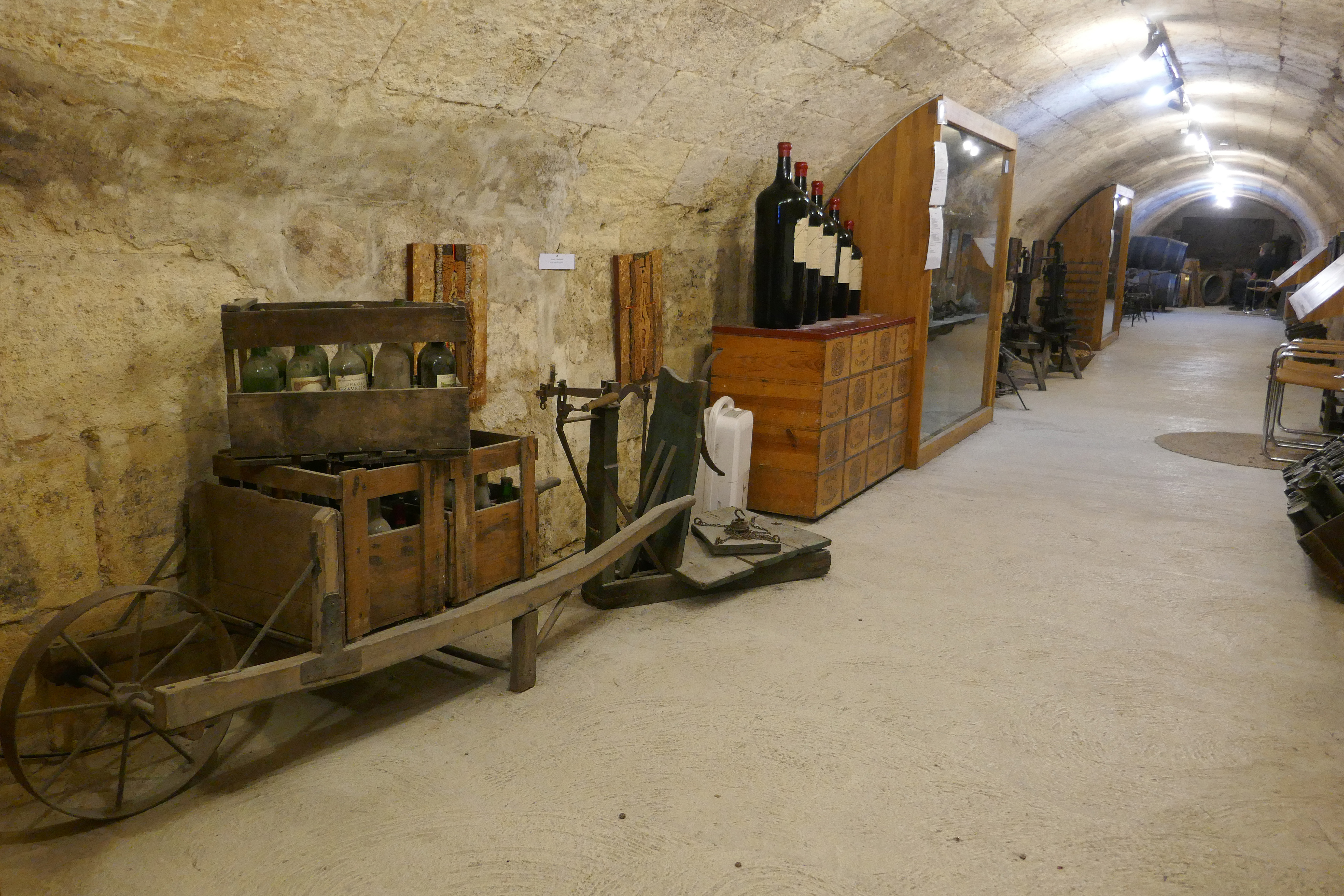

### Musée des Beaux-Arts
Le musée des Beaux-Arts figure parmi les plus anciens musées de France, ce qui explique l’ampleur et la diversité de ses collections, notamment pour les XIXe et XXe siècles. Parmi les dépôts de l’État, figurent certaines toiles majeures comme L’Embarquement de la duchesse d’Angoulême de Gros, La Grèce sur les ruines de Missolonghi et la Chasse au Lion de Delacroix ou le Rolla de Gervex. On y trouve également de remarquables peintures de Rubens, Véronèse, Titien, Van Dyck, Corot, Bouguereau, Gérôme, Matisse, Dufy ou Picasso…

Musée des Beaux-Arts
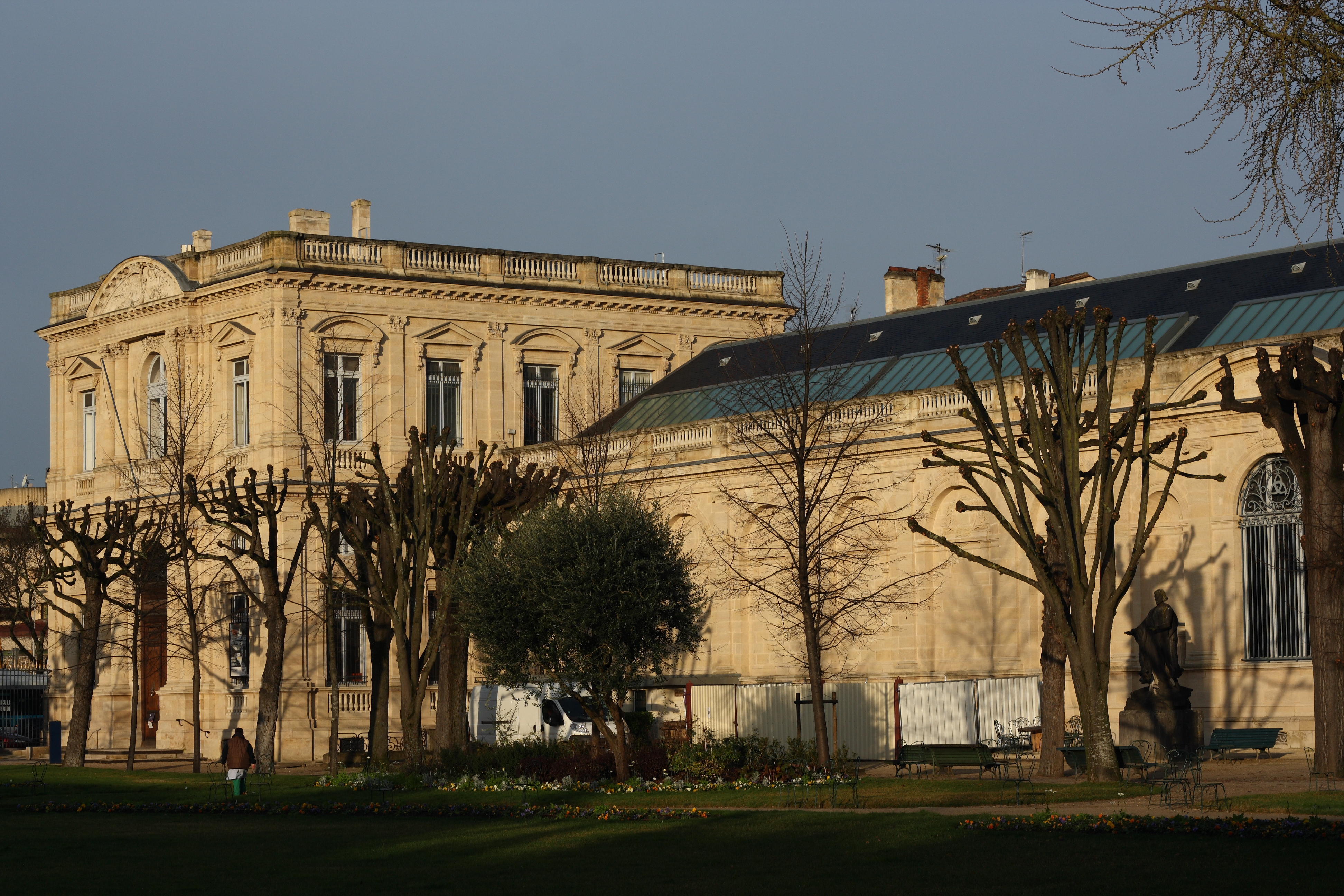
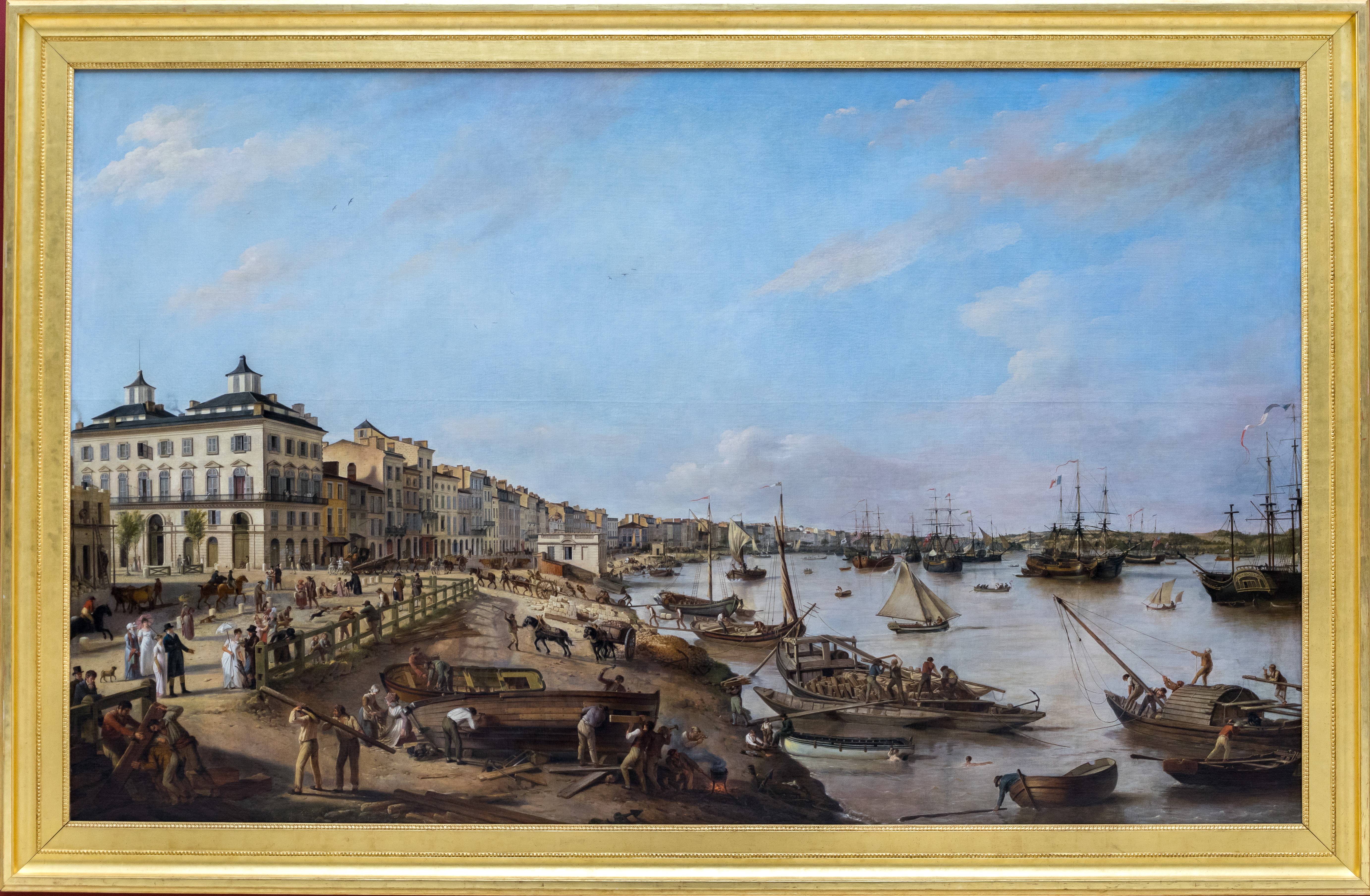
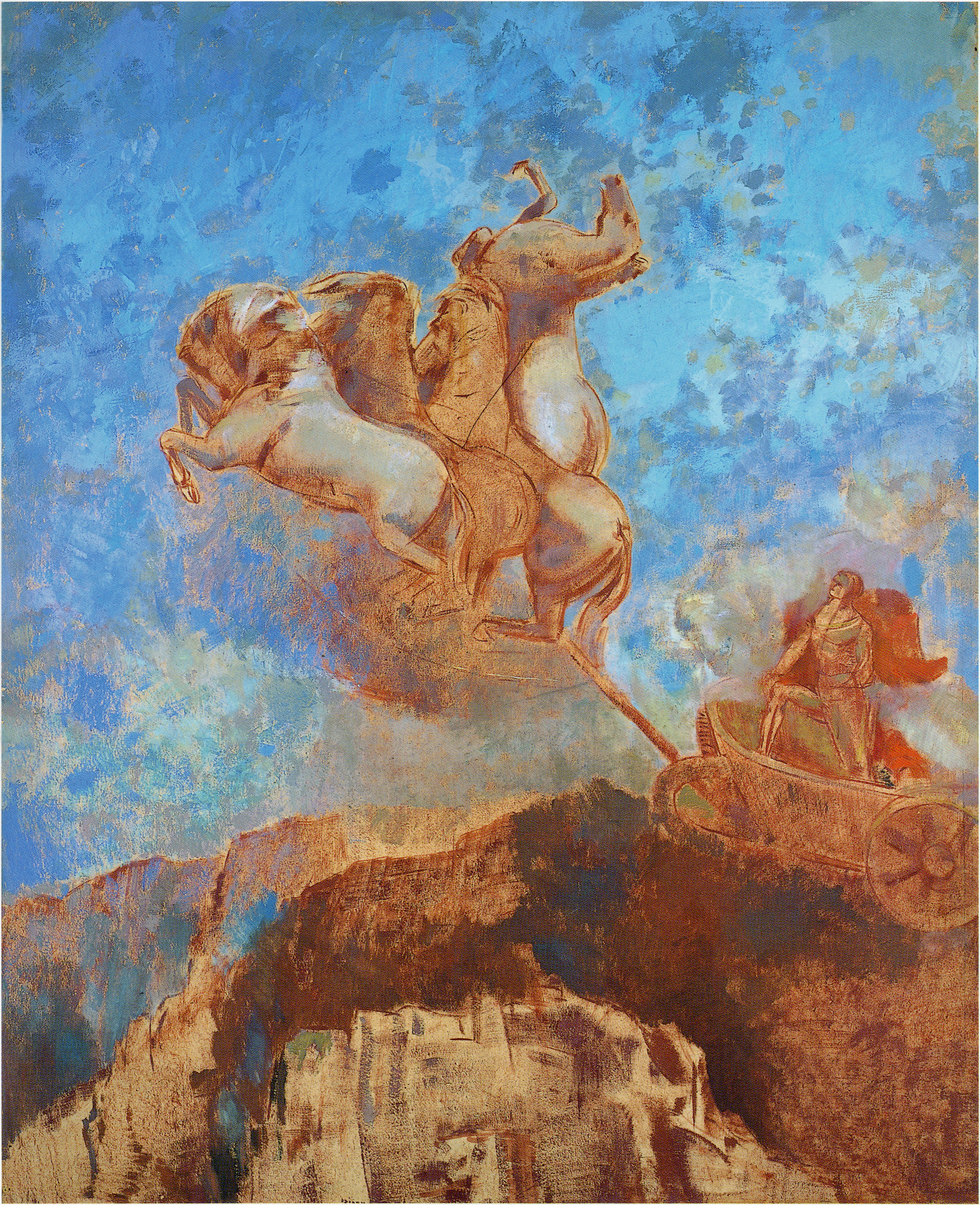

### Musée national des Douanes
Le Musée national des Douanes est logé au sein d'un des magnifiques pavillons de la place de la Bourse. Il retrace l'histoire douanière et illustre les missions des brigades et des bureaux.

### Cap Sciences

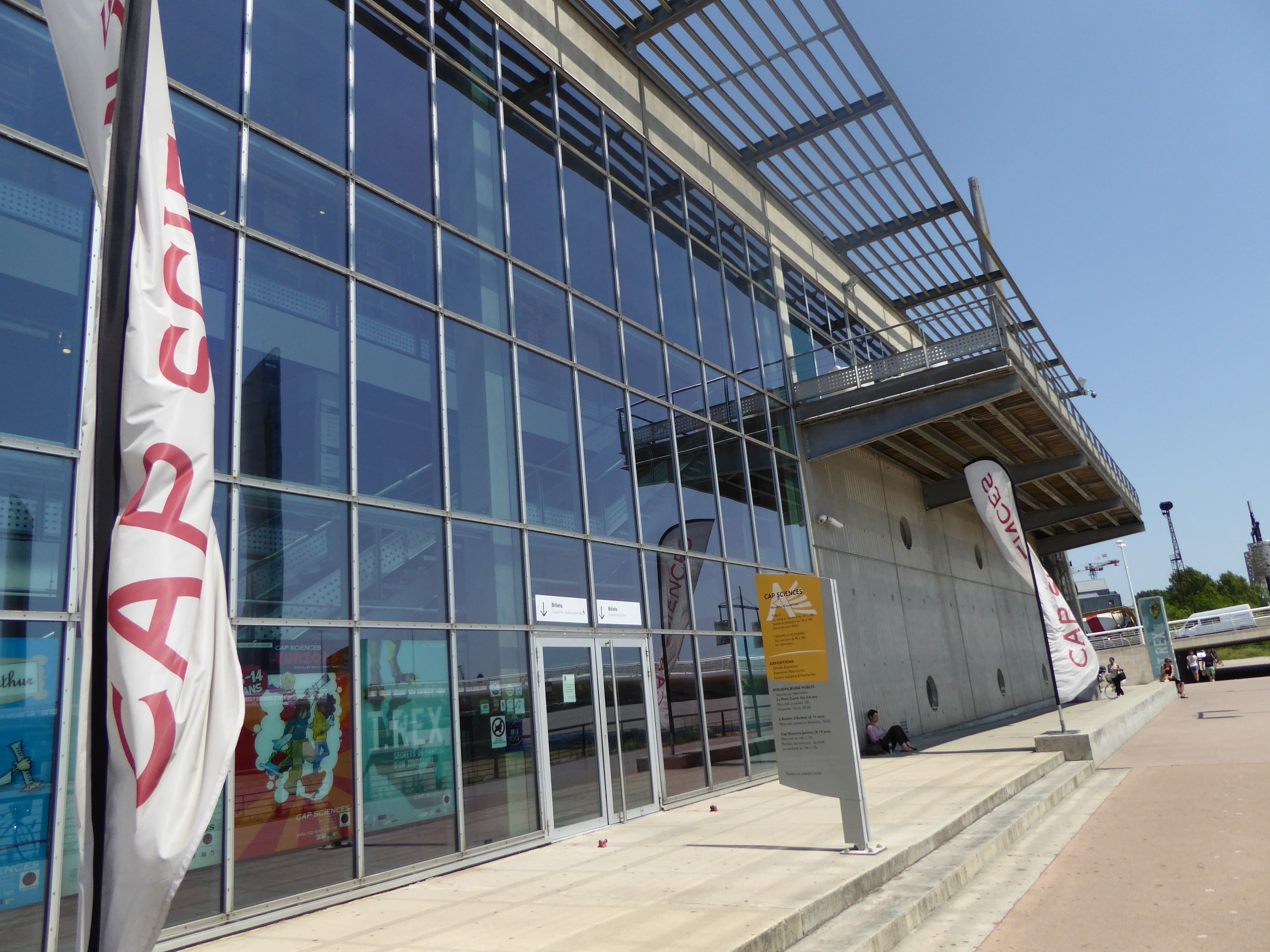
Cap Sciences, sur les quais de Bordeaux.

Cap Sciences est un musée d'initiation scientifique.

### Bordeaux Patrimoine mondial
Bordeaux Patrimoine mondial, centre d'interprétation de l'architecture et du patrimoine (CIAP) de la ville de Bordeaux.
Le site est fermé actuellement et devrait rouvrir au sein du musée d'Aquitaine.

### Bassins des Lumières
Les Bassins des Lumières, centre d’art numérique situé dans l'enceinte de la base sous-marine de Bordeaux. Il a ouvert ses portes le 17 avril 2020.

Bassins des Lumières
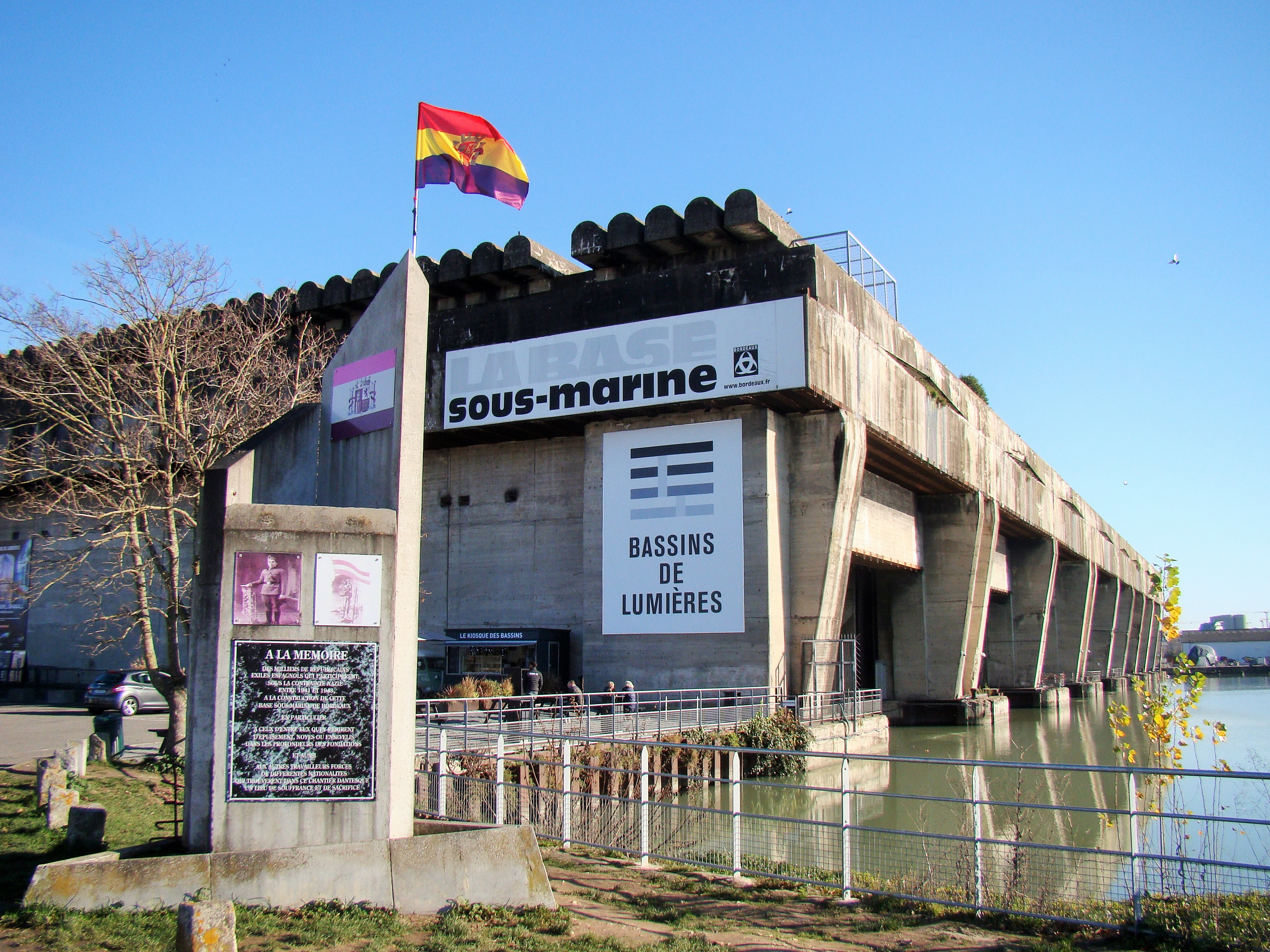
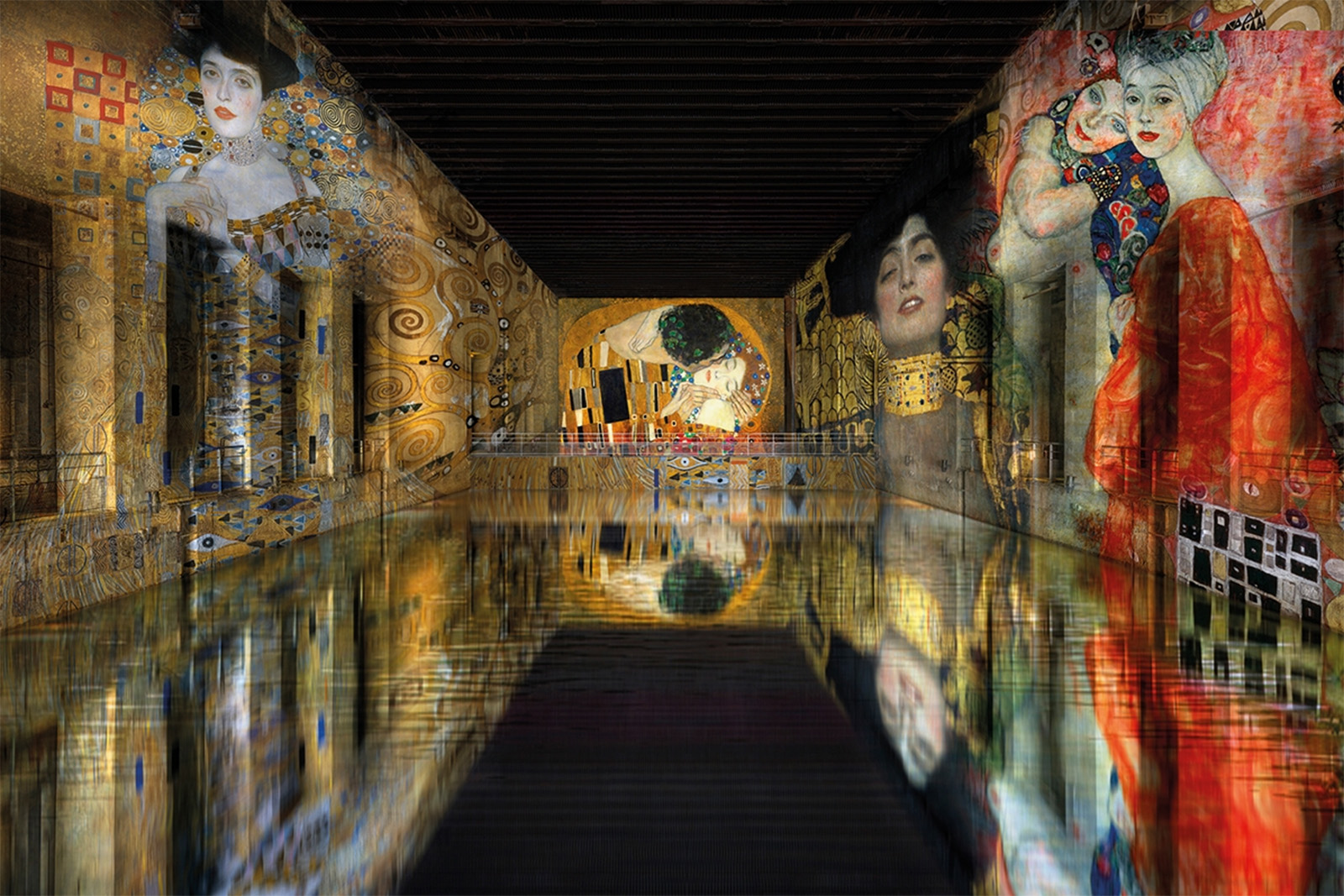

### Boîte noire
Depuis le 24 avril 2025, l'annexe de la base, autrefois réservée aux expositions d'art contemporain, devient un « lieu culturel de proximité » (LCP), appelé Boîte noire. Géré par les associations Le Grand Incendie et Dézip, et disposant d'une salle pouvant accueillir 1 000 personnes, le site est destiné à développer des projets artistiques ancrés dans le quartier.

### CAPC - musée d'art contemporain
Le Capc - musée d'art contemporain, anciennement centre d'arts plastiques contemporains de Bordeaux est installé dans le cadre superbe d'un ancien entrepôt de denrées coloniales. Il déploie une collection d'art conceptuel allant de la fin des années 1960 aux générations actuelles, rassemblant plus d'un millier d'œuvres et 140 artistes.

CAPC - musée d'art contemporain
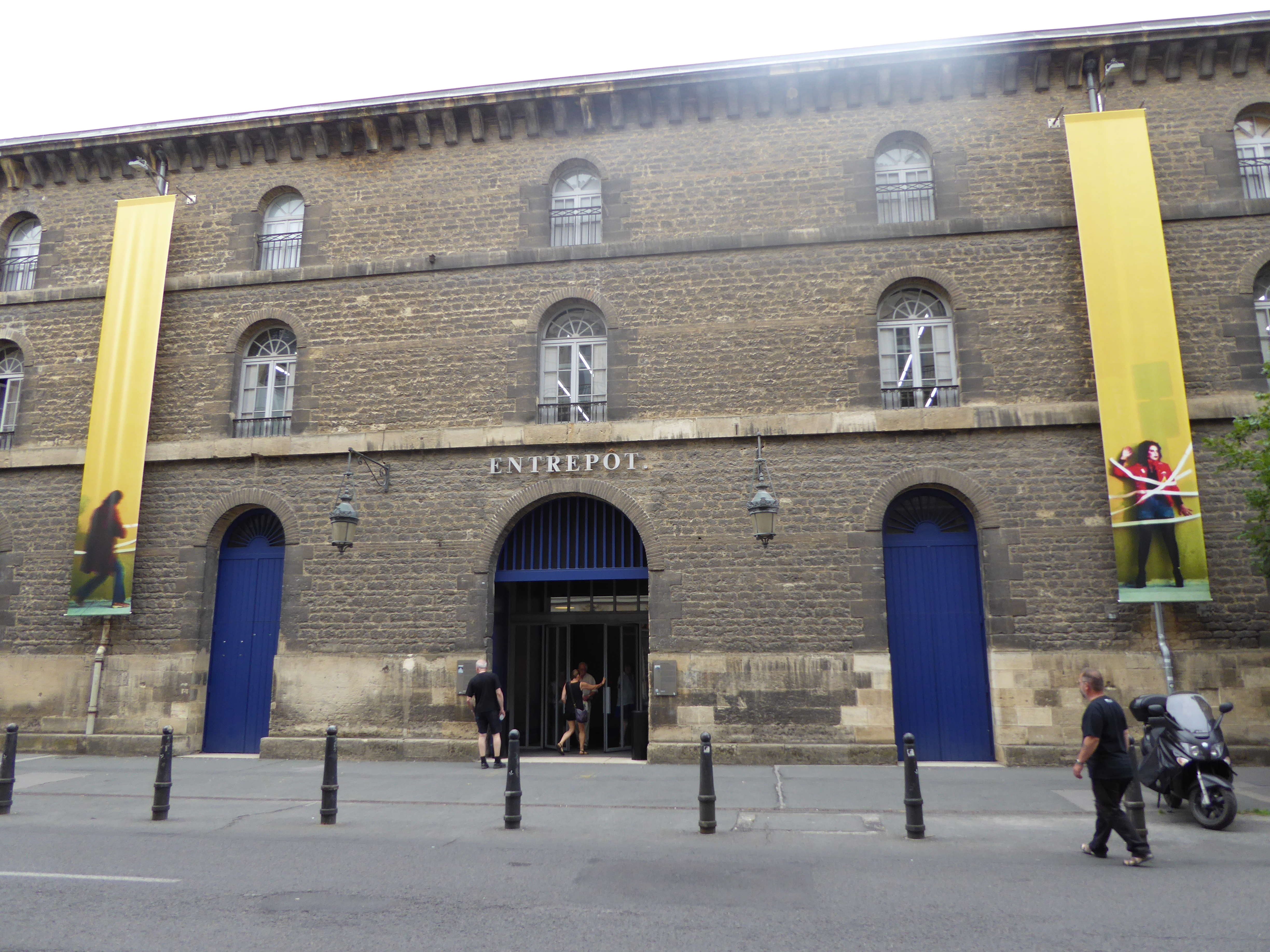
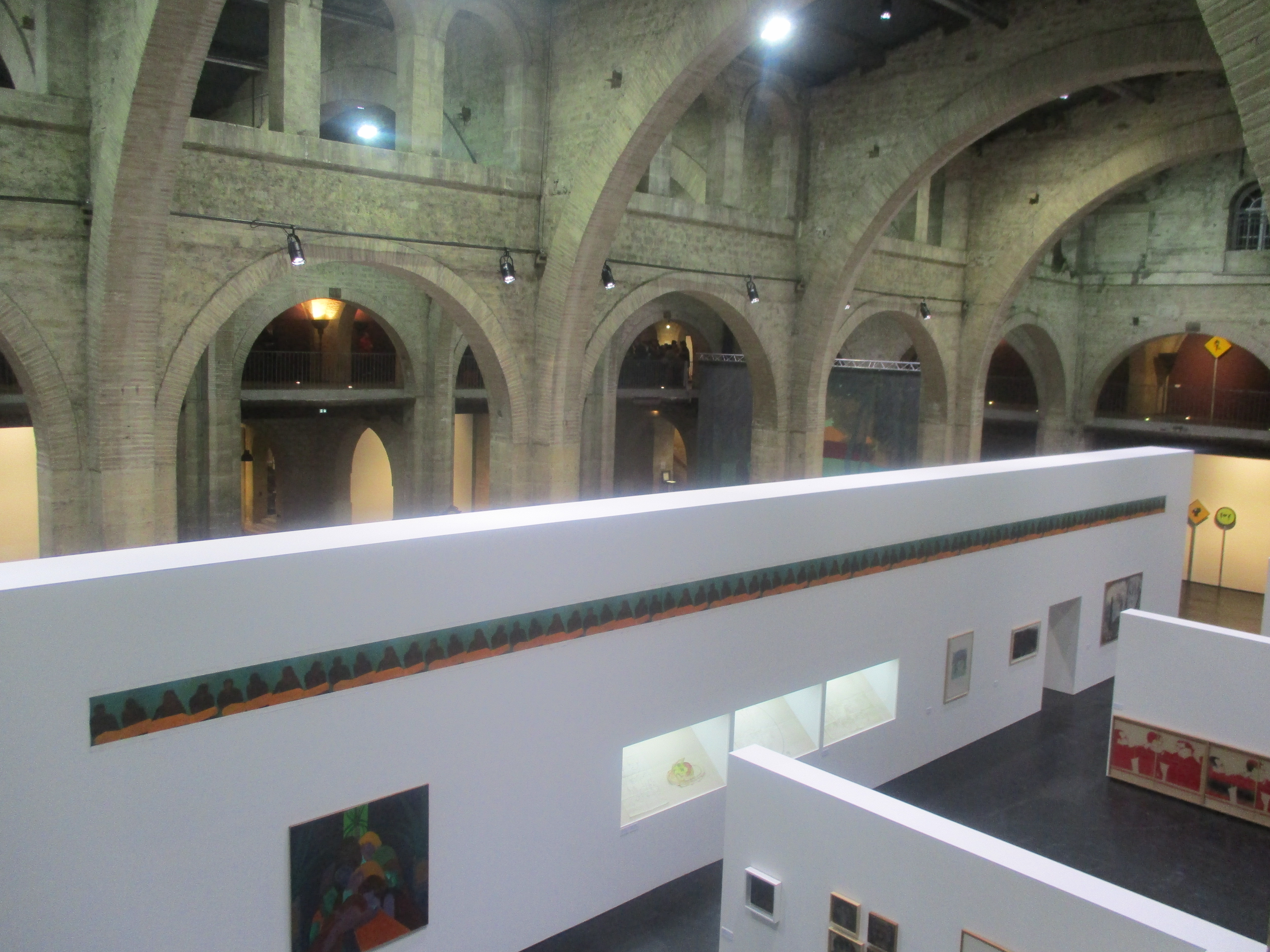

### Musée des arts décoratifs et du design
Le musée des arts décoratifs et du design est logé dans l'hôtel de Lalande. Édifié en 1779 par l'architecte bordelais Étienne Laclotte, pour le parlementaire Pierre de Raymond de Lalande, le musée abrite de riches collections d'arts décoratifs français, et plus particulièrement bordelais, des XVIIIe et XIXe siècles, ainsi que des collections de peintures, gravures, miniatures, sculptures, mobilier, céramique, verrerie, orfèvrerie, etc.

Le musée est actuellement fermé pour travaux.

Musée des arts décoratifs et du design
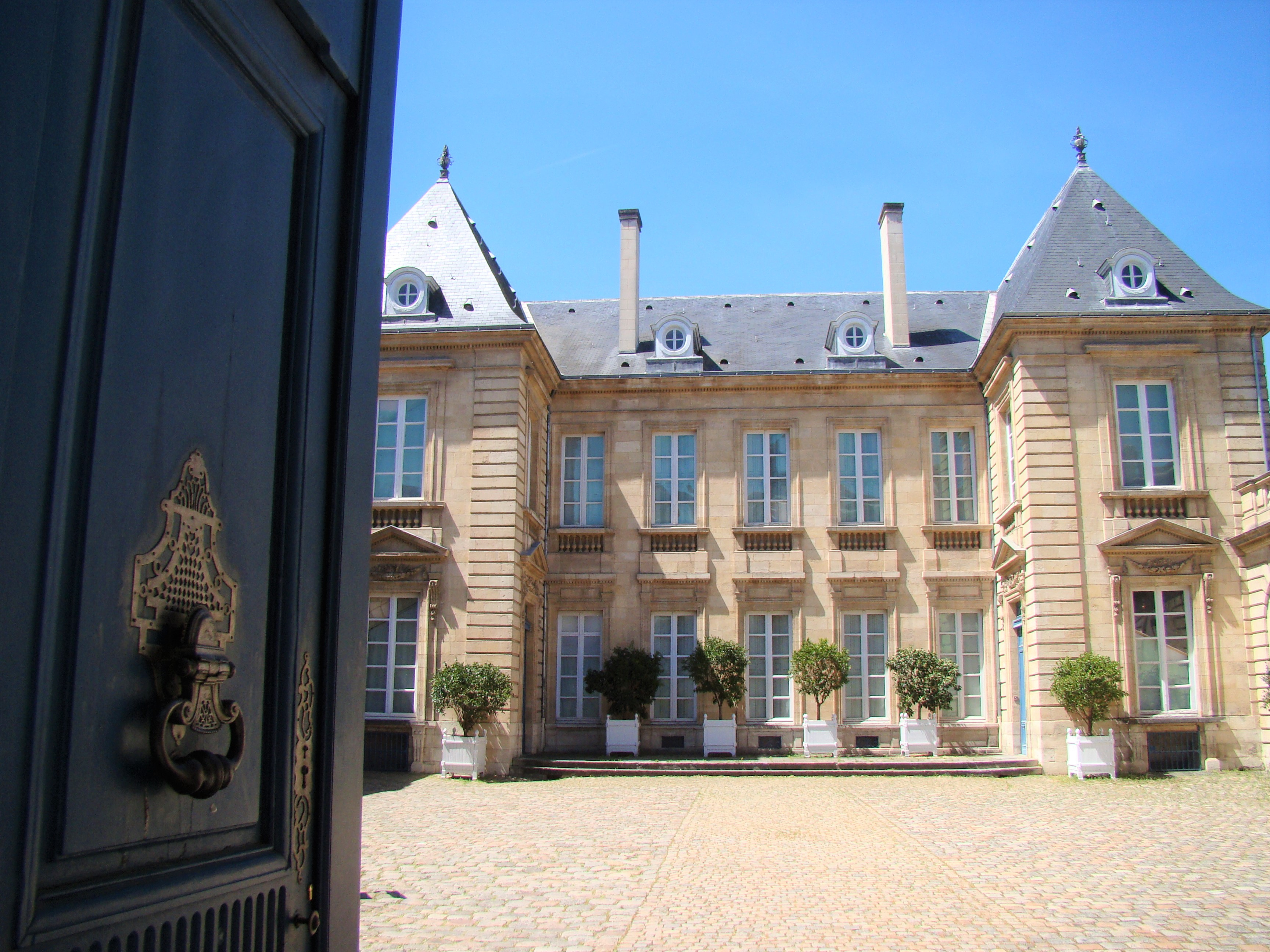
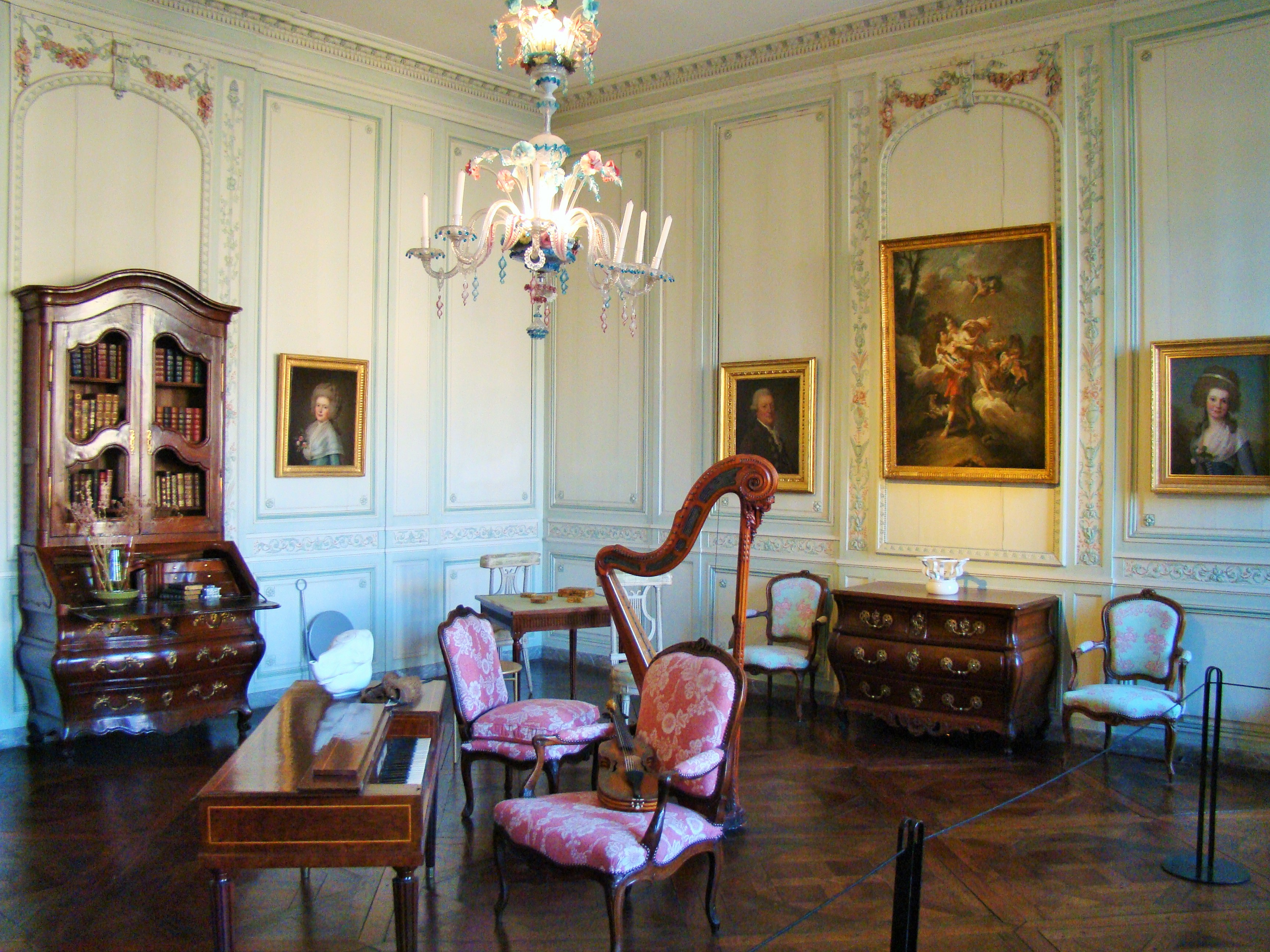
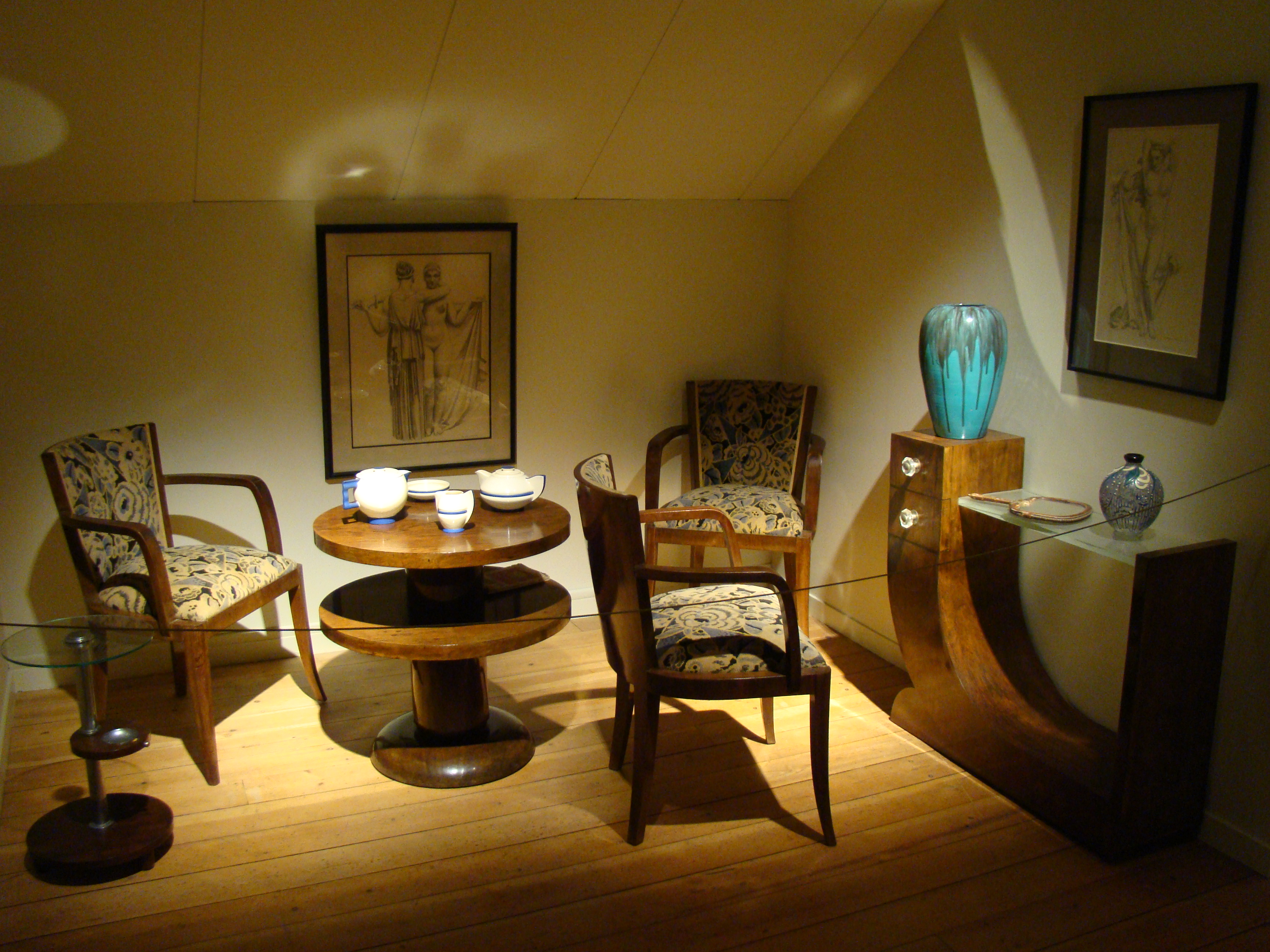
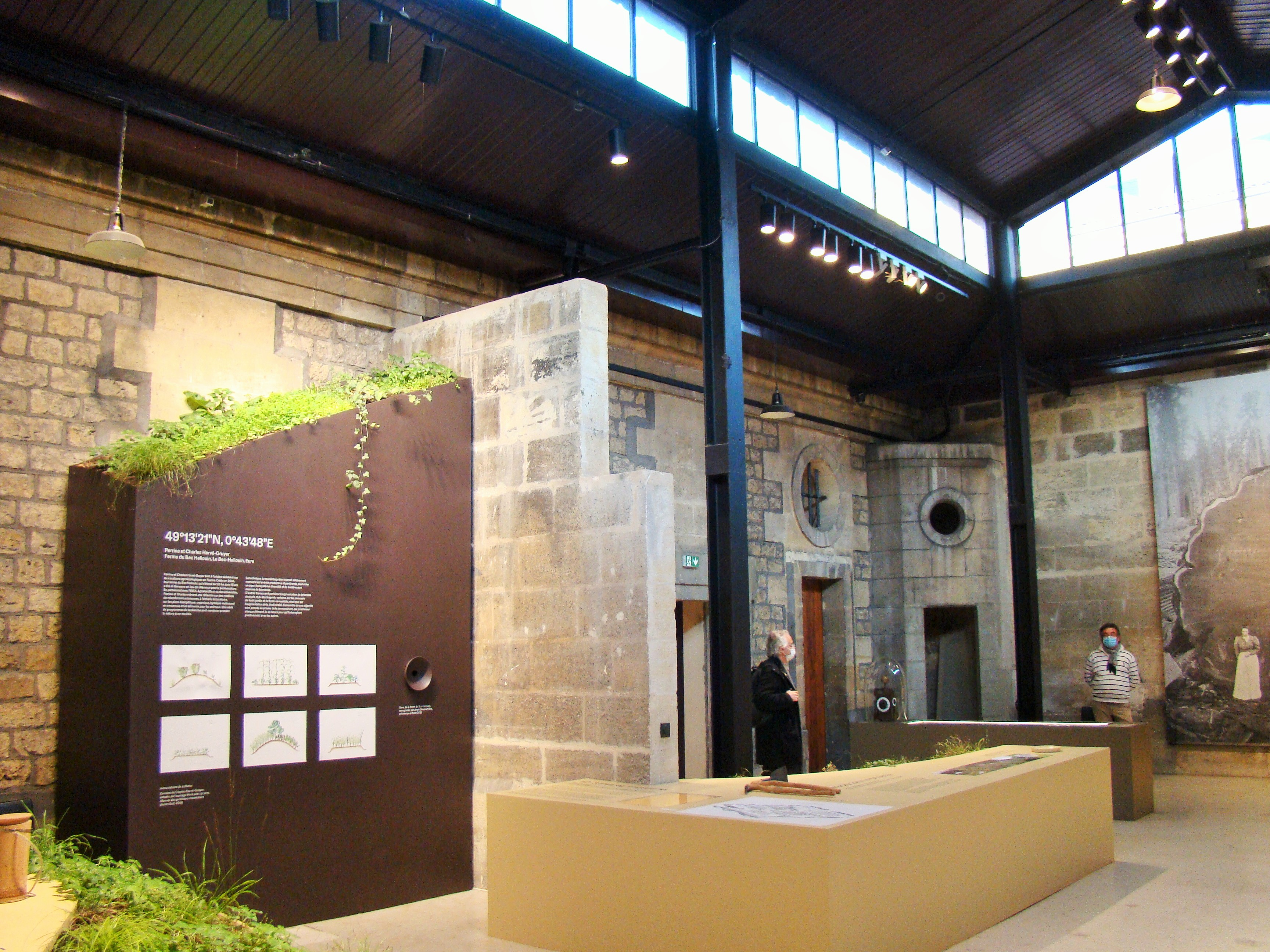

### Muséum d'histoire naturelle
Le muséum d'histoire naturelle est installé dans une demeure du XVIIIe siècle dans le jardin public de Bordeaux. Il vit au rythme d'expositions thématiques qui mettent en valeur des spécimens des collections permanentes.

Muséum science et nature
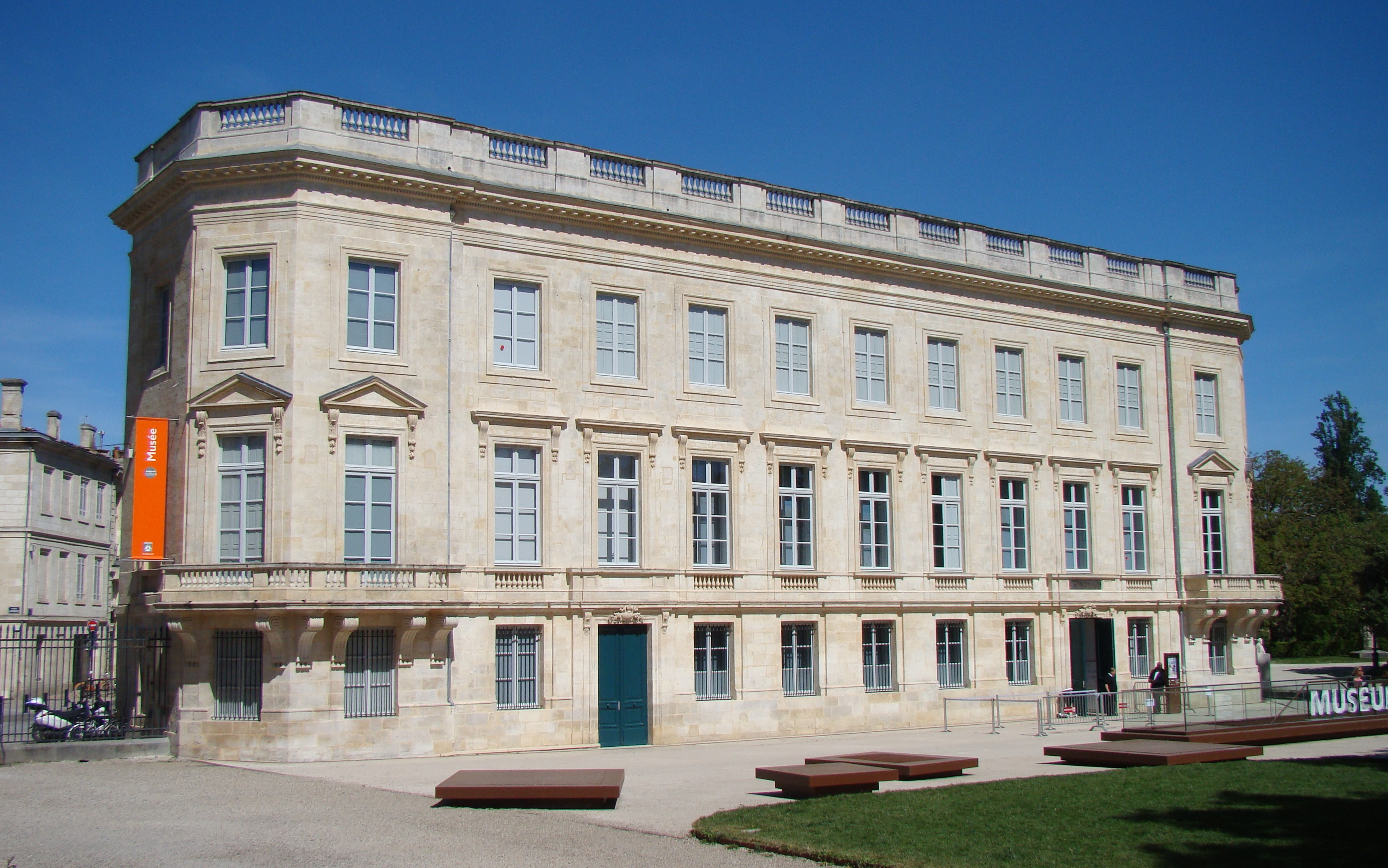
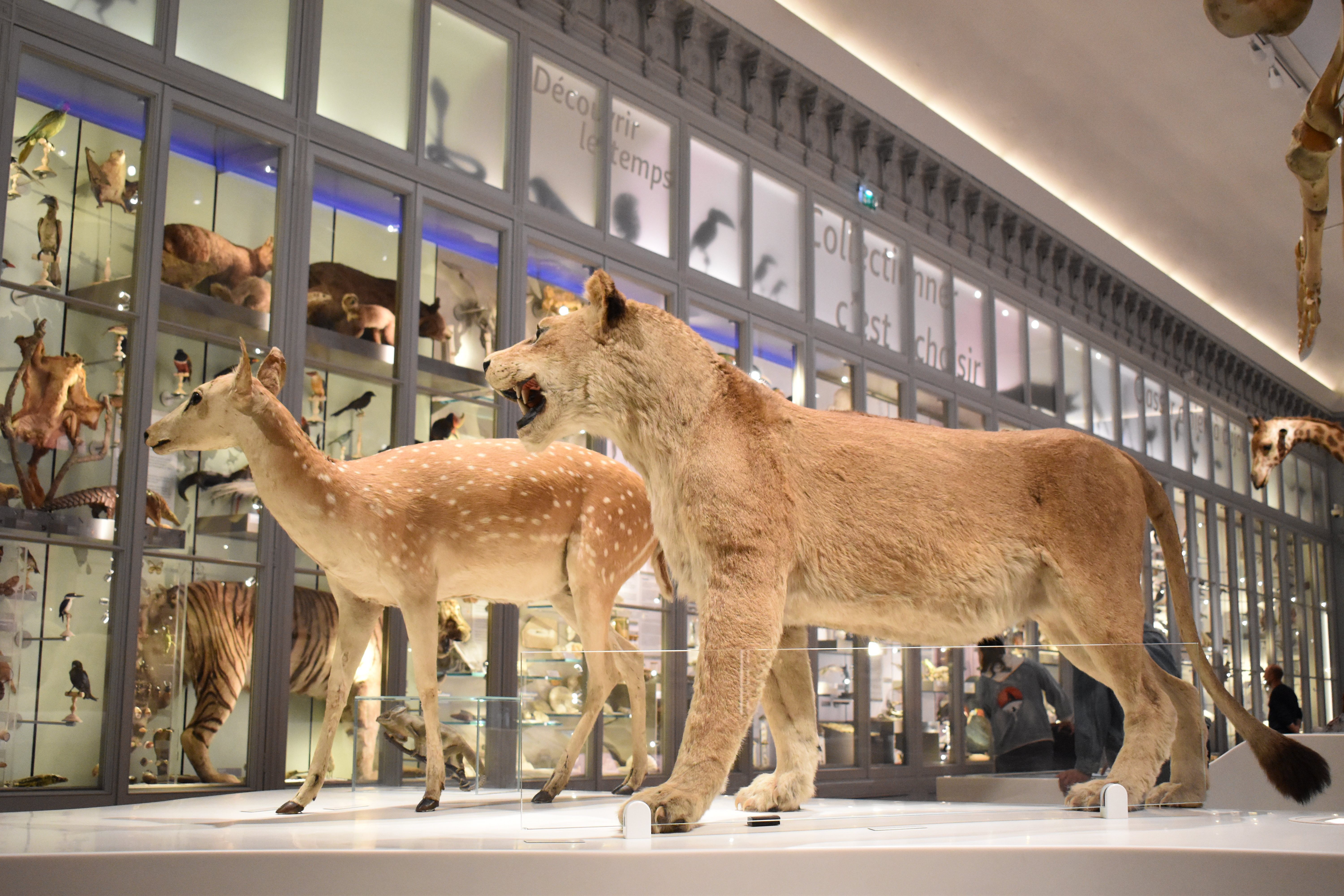
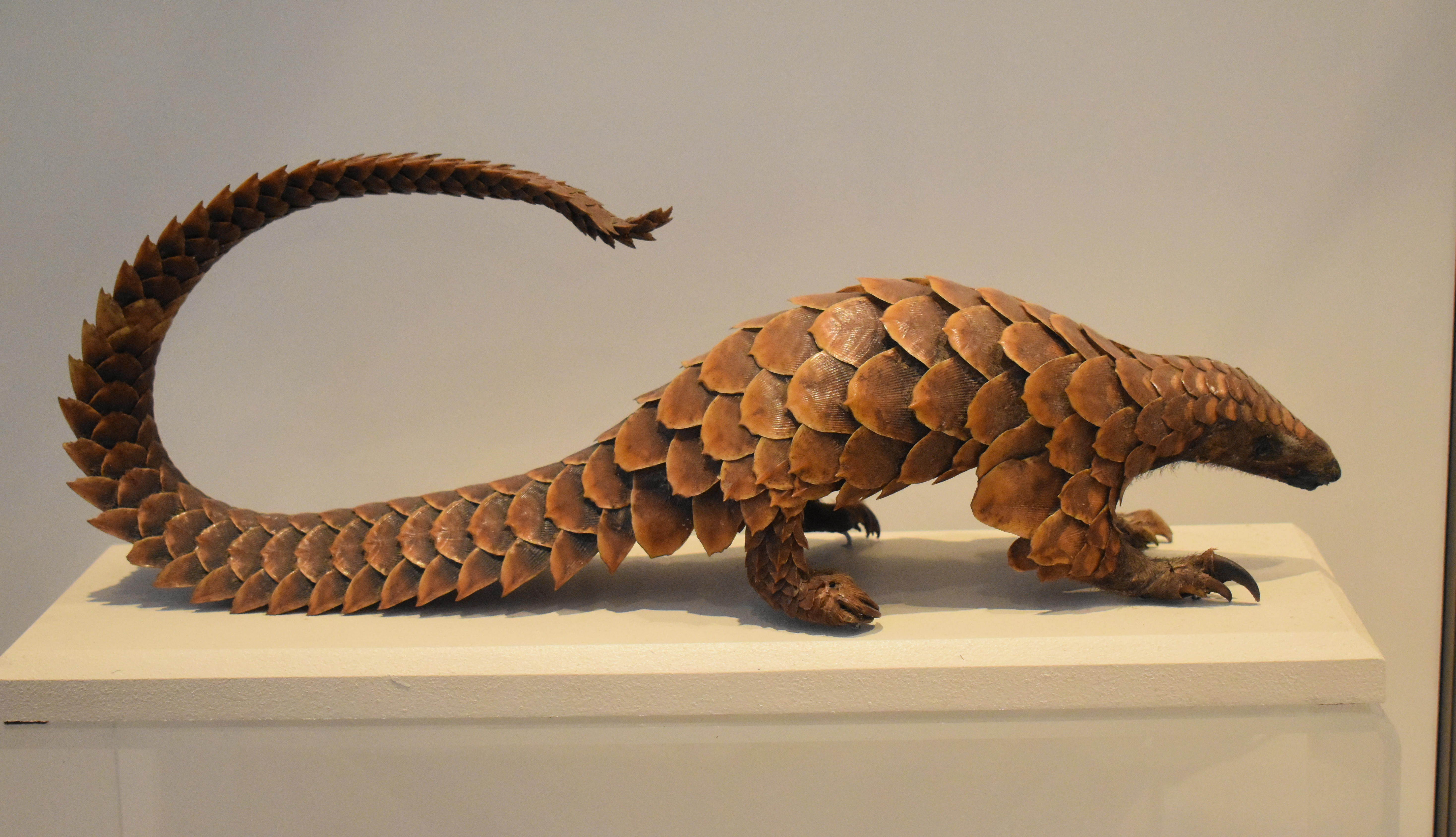

### Musée d'ethnographie de l'université de Bordeaux
Le musée d'ethnographie de l'université de Bordeaux (MEB), créé à la fin du XIXe siècle, rassemble des collections patrimoniales qui couvrent tout le champ anthropologique des techniques touchant à la vie sociale et religieuse pour l'Afrique, l'Asie et l'Océanie.

### Musée Mer Marine
Le musée Mer Marine Bordeaux présente quant à lui sur trois niveaux et 6 000 m2 une histoire universelle de la navigation à travers le monde, la richesse des savoir-faire, les grandes découvertes, les expéditions scientifiques ou les batailles navales à l'aide de 10 000 objets de marine, tels que bateaux grandeur nature, maquettes, instruments de navigation, cartes, atlas et œuvres d’art, avec de fréquents focus sur Bordeaux et sa région.

Musée Mer Marine
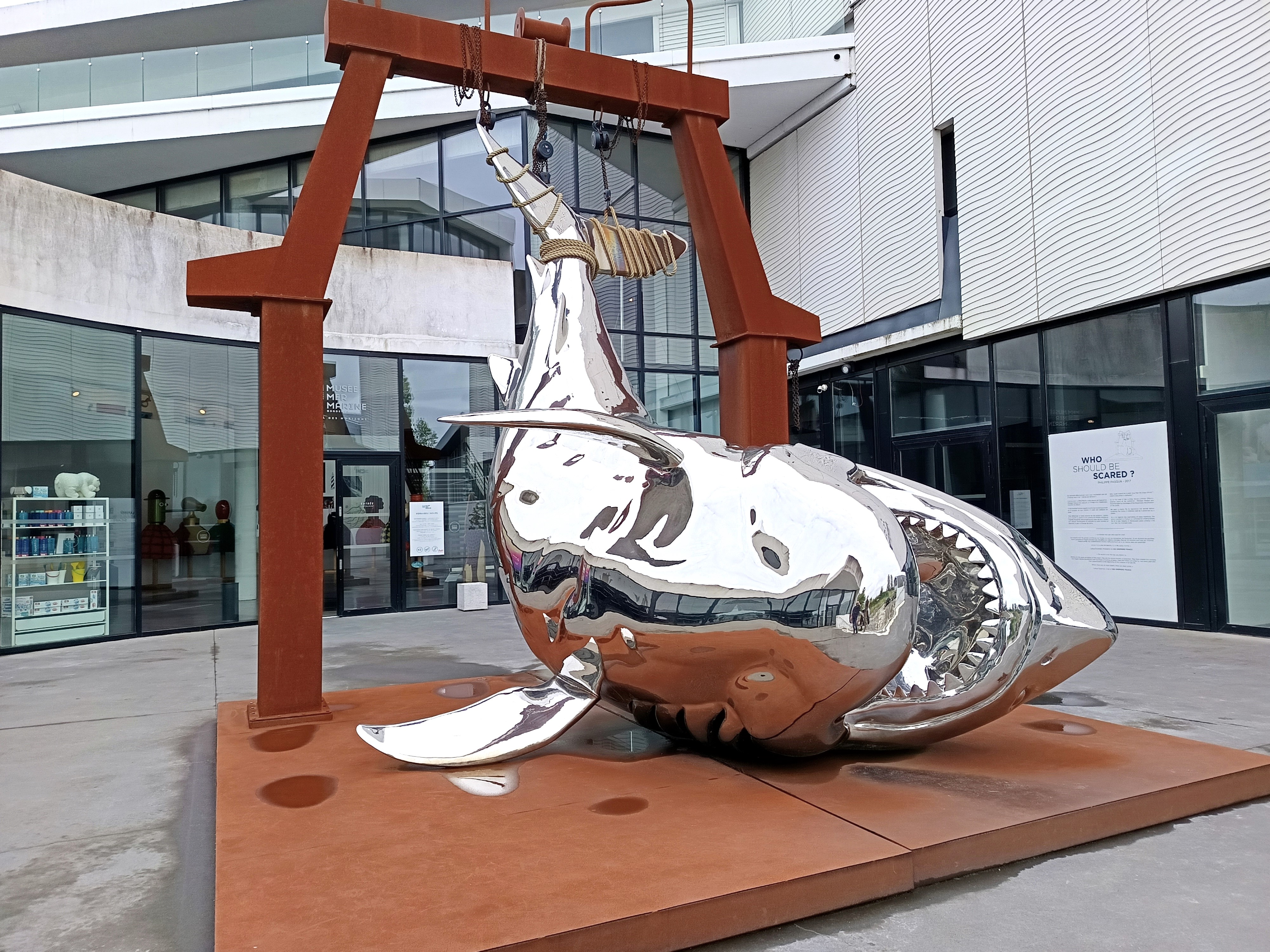

### Musée de l'histoire maritime de Bordeaux
Le musée de l'histoire maritime de Bordeaux fait découvrir l'histoire du port de Bordeaux par le biais de personnalités et lignées familiales qui ont contribué à son développement.

### Musée des Compagnons du Tour de France
Le musée des Compagnons du Tour de France retrace, à travers environ 500 documents et objets, l'histoire du compagnonnage, de la vie ouvrière à Bordeaux et dans la région. Le musée n'est accessible que pour les groupes.